# АЭС Брунсбюттель
Атомная электростанция Брунсбюттель (нем. Kernkraftwerk Brunsbüttel) — атомная электростанция в Германии мощностью 806 МВт. АЭС находится в городе Брунсбюттель района Дитмаршен, земля Шлезвиг-Гольштейн. АЭС была построена производителем Kraftwerk Union и эксплуатируется фирмой Kernkraftwerk Brunsbüttel GmbH & Co. OHG. Владельцами АЭС являются Vattenfall Europe Nuclear Energy GmbH (66,7 %) и E.ON Kernkraft (33,3 %). АЭС относится к одной из наиболее подверженных сбоям АЭС в Германии. АЭС не работала с июля 2007 года, а в конце 2011 года министерством экологии было решено закрыть её навсегда.
На АЭС работал кипящий ядерный реактор (англ. boiling water reactor, BWR, нем. Siedewasserreaktor, SWR) типа «SWR-69» (1969 года конструкции). Конструкция реактора почти одинакова с конструкциями трех реакторов других немецких АЭС (первых блоков АЭС Филиппсбург и Изар) и австрийской АЭС Цвентендорф. Последняя была достроена, но так никогда и не эксплуатировалась по решению всенародного референдума. Реактор АЭС Крюммель — аналогичной конструкции, но модифицированный и значительно более мощный (1402 MВт).

## Данные энергоблока
АЭС имеет один энергоблок:
| Энергоблок        | Тип реактора | Нетто- мощность | Брутто- мощность | Начало строительства | Синхронизация с электросетью | Коммерческая эксплуатация | Закрытие                                                                              |
| ----------------- | ------------ | --------------- | ---------------- | -------------------- | ---------------------------- | ------------------------- | ------------------------------------------------------------------------------------- |
| Brunsbüttel (KKB) | BWR          | 771 MВт         | 806 MВт          | 15.04.1970           | 13.07.1976                   | 09.02.1977                | с 21 июля 2007 года была временно выключена, с 2011 года было решено закрыть навсегда |